# Medien in Tonga
Die Medien im Königreich Tonga können gemäß internationalen Richtlinien zur Pressefreiheit als weitestgehend frei und unabhängig angesehen werden. Tonga stand 2017 mit einer zufriedenstellenden Lage auf Platz 49 des weltweiten Pressefreiheitsindex von Reporter ohne Grenzen. Die Pressefreiheit wird von der Verfassung garantiert.

## Rundfunk
Der größte Rundfunkanbieter ist seit 1961 die staatliche Tonga Broadcasting Commission. Sie unterhält zwei landesweite Fernseh- und zwei Hörfunksender. Tonga Daily News ist ein privater Radiosender sowie Online-Nachrichtenportal. und bringt eine Zeitung heraus. Weitere Radiosender sind das private Radio Nuku'alofa, Tonga Radio und das christliche Radio Letio Faka-Kalisitiane.
Internationale Fernsehprogramme können über die Pay-TV-Angebote von Sky Pacific und DigiTV empfangen werden.

## Printmedien
Die erste Zeitung in Tonga wurde bereits in den 1870er Jahren mit der staatseigenen Po'opo'i verlegt. Erst 1945 bekam diese mit der ebenfalls in Staatshand befindlichen News-sheet, einer wöchentliche Informationsschrift zu internationalen Nachrichten, Konkurrenz. 1964 wurde mit dem Tonga Chronicle eine Wochenzeitung herausgebracht, der 2012 eingestellt wurde.
Zeitungen in Tonga sind:
- Times of Tonga (Taimi o Tonga) – eine seit 1989 in Neuseeland verlegte Wochenzeitung, die immer wieder vom Staat verboten wurde[8] (u. a. 2003 wegen Majestätsbeleidigung[9]), durfte aber schlussendlich immer wieder (u. a. 2012[10]) verbreitet werden, nachdem das Verfassungsgericht das Verbot aufhob.
- Kele‘a[11] – Auflage 2500 pro Woche
- Tonga Weekly – staatseigene Zeitung seit 2012
- Talaki – Auflage 3000–4000 pro Woche
- Ofa ki Tonga  – kirchliche Informationsschrift seit 1992, Auflage 1000 pro Druck
- Taumu 'a Lelei – römisch-katholische Monatszeitung seit 1929, Auflage 8000
- Faite – zweiwöchentliche Zeitung seit 2012, Auflage 1500
- Nuku'alofa Times[12]

## Neue Medien
Neue Medien haben in den vergangenen Jahren auch in Tonga Einzug gehalten. Matangi Tonga Online ist nach Eigenaussage Tongas führendes Nachrichtenportal und bringt auch ein Printmagazin heraus. Planet Tonga ist nach Eigenaussage Tongas größtes Online-Angebot.